# Castellers de Sant Andreu de la Barca
Els Castellers de Sant Andreu de la Barca van ser una colla castellera de Sant Andreu de la Barca, al Baix Llobregat. Es van presentar oficialment al món casteller el dia de Sant Jordi de 1996 i van realitzar la seva activitat fins a l'any 2006. Han estat l'única colla que duien el negre com a color de camisa.